# Leptochilus duplicatus
Leptochilus duplicatus is een vliesvleugelig insect uit de familie van de plooivleugelwespen (Vespidae). De wetenschappelijke naam van de soort werd voor het eerst geldig gepubliceerd in 1835 door Johann Christoph Friedrich Klug.